# Kósuke Óta
Kósuke Óta (* 23. července 1987) je japonský fotbalista.

## Reprezentační kariéra
Kósuke Óta odehrál 7 reprezentačních utkání. S japonskou reprezentací se zúčastnil Mistrovství Asie ve fotbale 2015.

## Statistiky
| Japonsko | Japonsko | Japonsko |
| Roky     | Záp.     | Góly     |
| -------- | -------- | -------- |
| 2010     | 1        | 0        |
| 2011     | 0        | 0        |
| 2012     | 0        | 0        |
| 2013     | 0        | 0        |
| 2014     | 3        | 0        |
| 2015     | 3        | 0        |
| Celkem   | 7        | 0        |